# Ana de Valle
Ana de Valle, de nombre Anita Casilda Arias Iglesias (Avilés, 3 de agosto de 1900 - Neupré, 21 de enero de 1984), fue una poeta española.

## Biografía
Su padre, Francisco Arias, natural de Torbeo, era afilador y jornalero, y su madre, María Iglesias, de Sabugo, era maestra de profesión. Tuvo dos hermanos, Celestino y Nieves. Se casó el  6 de julio de 1921 con Eladio García Valle, encuadernador de profesión, del que adoptó el apellido Valle para firmar sus creaciones poéticas. Junto a él regentó un taller de encuadernación en Avilés.
En 1934, ingresó en la Unión General de Trabajadores (UGT) y, al año siguiente, en la Agrupación Socialista de Avilés. Participó activamente en la vida de la Agrupación, donde ocupó la Secretaría Femenina y presidió el Grupo Femenino Socialista, destacando su actividad en pro de la emancipación de la mujer.
En octubre de 1937, próximas a entrar en la ciudad de Avilés las tropas franquistas, De Valle huyó de la ciudad con sus padres y sus tres hijas, Ana María, Margarita y Rosario, en dirección a Barcelona, mientras su marido estaba combatiendo en el bando republicano. En la capital catalana, un bombardeo sobre la ciudad hirió a su padre, mientras guardaban cola para retirar alimentos. De Valle lo acompañó al hospital donde finalmente falleció. Al regresar al domicilio familiar lo encontró vacío ya que su madre y sus hijas huyeron hacia Francia ante la aproximación de las tropas franquistas. Cruzó la frontera hacia un exilio que duró trece años. Residió en Narbona y posteriormente en Gierp, donde comenzó a trabajar en un taller de costura. Años más tarde, se reencontró con sus hijas, dos de ellas habían sido acogidas por un matrimonio francés y otra por una familia belga.
En 1952, regresó a Avilés donde se reunió con su marido, después de catorce años separados.Treinta años después, y por razones de salud, regresó a Bélgica en abril de 1982, donde residían sus hijas. Falleció en enero de 1984 en la localidad de Neupré, en Lieja (Bélgica). El 22 de abril de 1984 las cenizas de Ana del Valle fueron depositadas en un panteón en el cementerio de Avilés junto a su marido, Eladio Valle.

## Trayectoria
Como poeta, publicó sus primeros poemas en el diario La Voz de Avilés en 1924, colaborando después en distintas revistas culturales, como en la revista El Bollo, y publicaciones hasta que en 1932 publicó su primer poemario Pájaro Azul.
Cuando regresó a Avilés en los años 50, retomó su actividad literaria. En 1953, inició la segunda etapa de colaboraciones en la revista cultural El Bollo. En los sesenta publicó las Hojas Voladeras bajo el seudónimo de María de la Estrella. En 1963, ganó el concurso de sonetos El Caballo Rojo con "Sándalo".

## Obra
- 1932 – Pájaro azul
- 1972 – Tallos nuevos
- 1974 – Tránsito a la alegría. ISBN 9788440070777.
- 1976 – Al ritmo de las horas. ISBN 978-84-400-1268-5.
- 1978 – Escorzos. ISBN 978-84-400-4967-4.
- 1980 – La otra serenidad. ISBN 978-84-300-2543-5.

## Reconocimientos

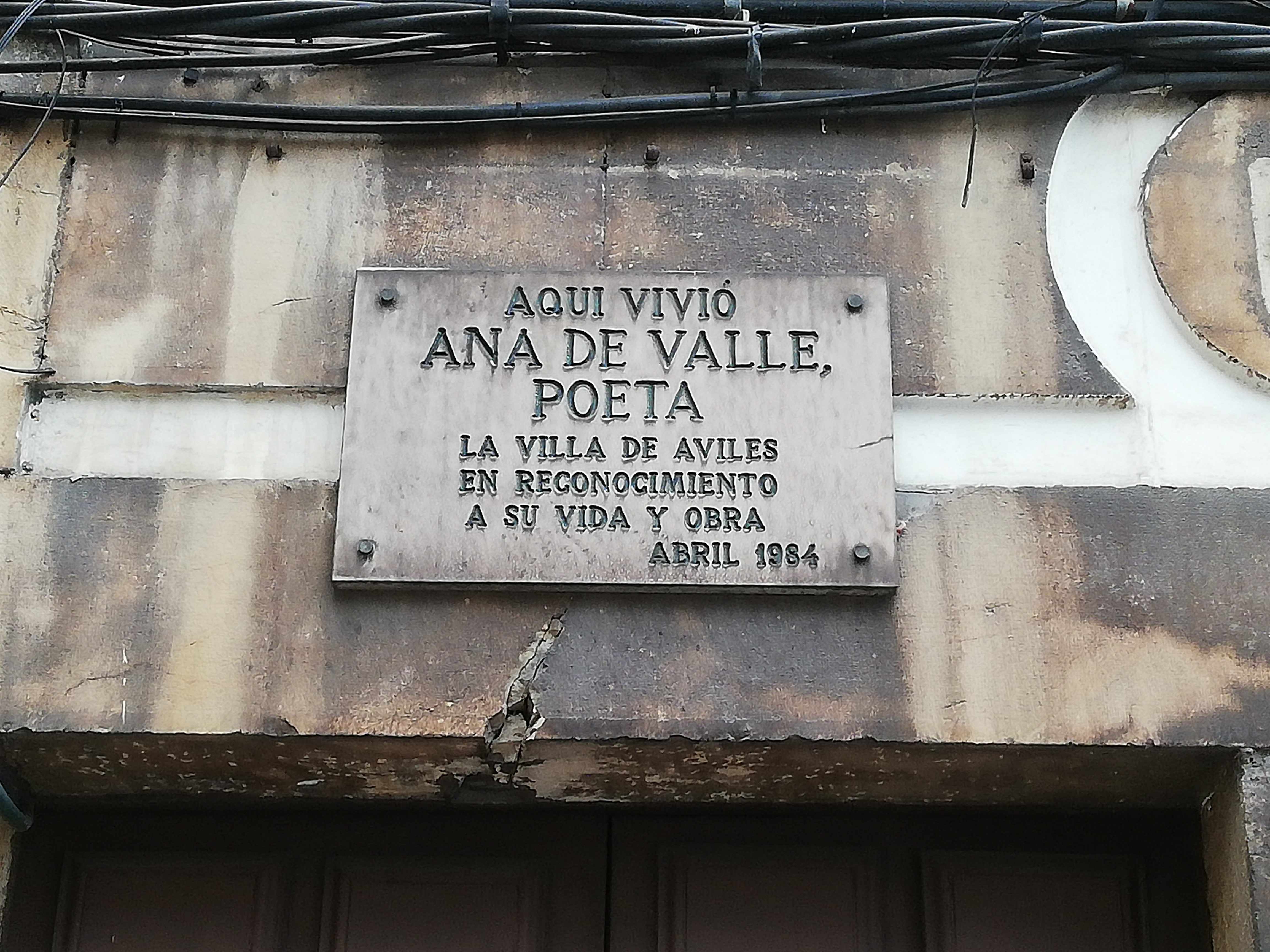
Placa conmemorativa en la fachada donde residió la poeta avilesina Ana de Valle

En 1980, el Ayuntamiento de Avilés creó el certamen de Poesía Ana de Valle, cuya última edición data de 2010. Desde abril de 1984, una placa conmemorativa en la fachada del edificio recuerda que de Valle vivió en una casa ubicada en el número 9 de la plaza de Álvarez Acebal, último domicilio de la poeta en la ciudad, donde también estuvo ubicado el taller de encuadernación.
En 2000, coincidiendo con el centenario de su nacimiento, se publicó Ana de Valle. Antología poética. Al Hilo de una vida, obra de Eugenio Bueno. El escritor e investigador José Manuel Feito publicó en 2008 el libro La espiritualidad en la vida y obra de Ana de Valle, trabajo en el que se analiza la biografía y los escritos de la autora avilesina.
En 2014, el ayuntamiento organizó, con motivo del trigésimo aniversario de su fallecimiento, una ofrenda floral y una lectura de poemas junto a la tumba de la escritora en el cementerio de La Carriona.
La ciudad de Avilés cuenta con una calle con el nombre de la poeta.